# Т-18
Т-18 (МС-1) је био први тенк совјетске производње уведен у наоружање Црвене армије.

### Карактеристике
Т-18 био је модернизована верзија француског тенка Рено ФТ-17 из Првог светског рата. Прототип је произведен и тестиран у току 1927. а у периоду од 1928. до 1931. произведено је преко 980 комада. Радило се о лаком тенку за подршку пешадији наоружаним топом калибра 37 mm.

### У борби
Први пут је употребљен у борби током пограничног сукоба са Кином 1929. у којем је било ангажовано девет тенкова овог типа. У почетној фази операције Барбароса 1941. око 700 тенкова овог типа је пренаоружано топовима калибра 45 mm и коришћени су као покретни ватрени положаји у систему одбрамбених утврђења на граници СССР са Пољском и Румунијом.